# Berni Schmitz
Berni Schmitz (13 juni 1950) is een Belgisch politicus van de Sozialistische Partei.

## Levensloop
Schmitz werd beroepshalve typist in een notariskanselarij. Van 1968 tot 1977 werkte hij als staatsambtenaar, waarna hij de overstap maakte naar de privésector.
In 1992 werd hij medewerker van de SP-fractie in het Parlement van de Duitstalige Gemeenschap en lid van het bureau van de partij. Van 2004 tot 2012 was hij fractiesecretaris van de SP in het Duitse Gemeenschapsparlement. Daarna was hij van 2012 tot 2014 lid van het Parlement van de Duitstalige Gemeenschap. Ook werd hij voorzitter van de SP-afdeling in Raeren.
Van maart tot december 2015 was hij ook waarnemend voorzitter van de SP als opvolger van Antonios Antoniadis.